# آیفون ۱۵
آیفون ۱۵ و ۱۵ پلاس تلفن‌های هوشمندی هستند که توسط شرکت اپل طراحی شده، توسعه یافته و به بازار عرضه شده‌اند. این گوشی ها نسل هفدهم آیفون ها هستند که جانشین آیفون ۱۴ و ۱۴ پلاس شده اند.
این دو گوشی نسخه پایه یا ارزان قیمت سری آیفون ۱۵ محسوب می شود. نسخه‌های گران قیمت تر آیفون ۱۵ پرو و ۱۵ پرو مکس را شامل می شود. آیفون های سری ۱۵ همراه با اپل واچ سری S۹ و اپل واچ اولترا ۲ در ۱۲ سپتامبر ۲۰۲۳ معرفی شدند.
این سری از آیفون ها سبک تر بود و از جنس تیتانیوم هستند. آیفون ۱۵ پرو حدود ۷ تا ۸ درصد سبک تر از آیفون ۱۴ پرو است. در حالی که آیفون ۱۲ پرو و مدل های بعدی آیفون دارای فریم های میانی از جنس فولاد زنگ نزن ساخته شده بودند، اما گزارش های جدید نشان می دهد که فریم آیفون ۱۵ و ۱۵ پلاس به تیتانیوم تبدیل شدند.
تا زمان تولید سری 15 ایفون های 3 دوربین (از سری ایفون 11 به بعد) محبوبیت و فروش بیشتری داشته اند

#### برخی از ویژگی های آیفون 15:
بدنه : جلو شیشه، پشت شیشه، فریم آلومینیومی، ضخامت 7.8mm، اندازه 71.6 × 147.6 mm، وزن 171 گرم
صفحه نمایش : 6.1 اینچ، Super Retina XDR OLED، رزولوشن 2556 × 1179
دوربین عقب : دوربین دوگانه، دوربین اصلی 48 مگاپیکسل، دیافراگم 1.6/f، دوربین اولتراواید 12 مگاپیکسل، زاویه دید 120 درجه
دوربین جلو : دوربین دوگانه 12 مگاپیکسل و سنسور SL 3D
پلتفرم : پردازنده 6 هسته ای، تراشه A16 Bionic 4 nm، پردازنده گرافیکی 5 هسته ای Apple GPU
فضای رم : 6 گیگابایت
باتری : 4200 میلی آمپر، لیتیوم یونی، باتری غیر قابل تعویض، سرعت شارژ 20 وات، شارژ سریع بی سیم 7.5 وات Qi
سنسورها : تشخیص چهره، شتاب سنج، ژیروسکوپ، حسگر مجاورت، قطب نما، فشار سنج

#### برخی از ویژگی های آیفون 15 پلاس:
آیفون 15 پلاس از نظر مشخصات فنی پیشرفت قابل‌توجهی نسبت به نسل قبلی خود داشته است که در ادامه آن‌ها را مرور خواهیم کرد. مهم‌ترین تغییرات این دستگاه شامل وجود داینامیک آیلند، مجهز‌شدن به چیپ A16 و سنسور اصلی 48 مگاپیکسلی می‌شود.
از نظر طراحی، آیفون 15 پلاس نسبت به نسبت قبلی خود تغییر زیادی نکرده است و شاید مهم‌ترین ویژگی آن در این بخش، وجود داینامیک آیلند یا جزیره پویا باشد. این ویژگی اولین‌بار در آیفون 14 پرو و پرو مکس معرفی شد و راه جدیدی برای دیدن نوتیفیکشن‌ها و تعامل با برنامه‌ها به کاربران ارائه می‌کند.
گزینه‌های رنگی این دستگاه نیز شامل صورتی، زرد سبز، آبی و مشکی است.
اپل گوشی‌های سری آیفون 15 خود را به تراشه A16 مجهز کرده است که مدل‌های پرو آیفون 14 سال گذشته از آن بهره می‌بردند. تراشه A16 دارای یک پردازنده 6 هسته‌ای و پردازشگر گرافیکی 5 هسته‌ای است.
همچنین این دستگاه مانند اپل واچ سری 9، تراشه نسل دوم Ultra Wideband دارد که اتصال آن به دستگاه‌های دیگر را بهبود می‌بخشد و عملکرد آن در Find My را دقیق‌تر می‌کند.

#### نرم‌افزار:
آیفون‌های سری ۱۵ با iOS نسخه ۱۷ ارائه شدند و احتمالا مشابه با نسخه‌های قبلی تا حدود ۷ نسخه جدیدتر امکان بروزرسانی خواهند داشت.
آیفون ۱۵ بخریم یا نخریم؟
در وب سایت اسپونو کامل به مشخصات و مزایا و معایب‌‌ برسی شده است که احتمال خرید را زیاد تر میکند، برسی آیفون ۱۵